# Israel-Museum

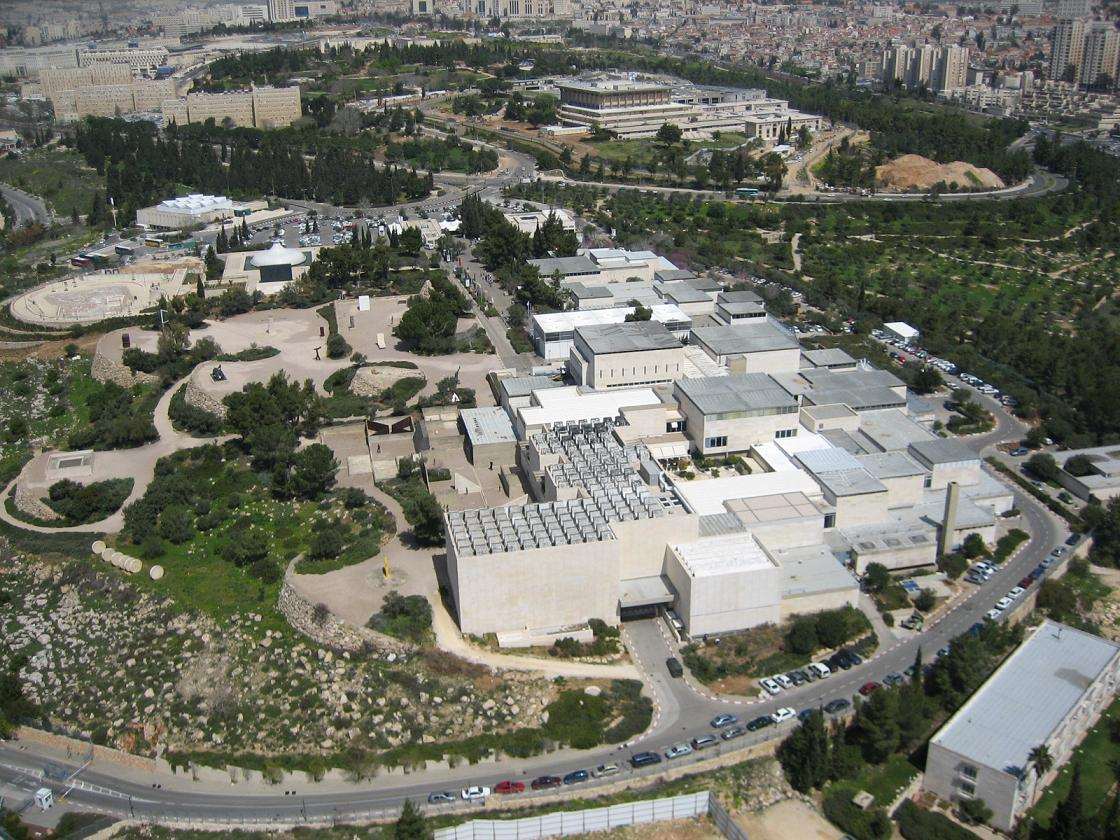
Luftbild des Israel-Museums von Süden (mit der Knesset im Hintergrund rechts)

Das Israel-Museum (hebräisch מוּזֵיאוֹן יִשְׂרָאֵל Mūsejʾōn Jisraʾel) ist das Nationalmuseum Israels. Es befindet sich im westlichen Teil Jerusalems, unweit der Knesset, im Givʿat Ram-Viertel, und wurde 1965 unter dem Bürgermeister Teddy Kollek errichtet. Der erste Vorstandsvorsitzende war Willem Sandberg. In der Nähe befinden sich außerdem der Sitz der Israel Antiquities Authority, das Bible Lands Museum sowie die Israelische Nationalbibliothek.
Das Museum erstreckt sich auf einer Fläche von etwa 50.000 m², einschließlich eines Gartens von 24.000 m² und wird jährlich von mehr als 950.000 Personen besucht.
Das Museum besteht aus vier Abteilungen:
- Kunstabteilung mit dem Billy-Rose-Kunstgarten
- Abteilung für Judaica und jüdische Ethnographie
- Archäologischen Abteilung. Hierzu gehört der Schrein des Buches mit einigen der Schriftrollen vom Toten Meer.
- Jugendabteilung

## Billy-Rose-Kunstgarten
Der Billy-Rose-Kunstgarten wurde von dem japanisch-amerikanischen Bildhauer Isamu Noguchi auf dem westlich gelegenen Hang des Museumscampus gestaltet. Auf dem Gelände befinden sich Skulpturen bekannter Bildhauer des 19. und des 20. Jahrhunderts.

## Sammlung Arturo Schwarz
Im Jahr 1998 spendete Arturo Schwarz seine mehr als 700-teilige Sammlung von Dada und surrealistischer Kunst an das Museum anlässlich des 50-jährigen Bestehens des Staates Israel. 1972 hatte das Museum bereits 13 Repliken von Marcel Duchamps Ready-mades erhalten, gefolgt 1991 von seiner Dokumentensammlung Arturo Schwarz Dada and Surrealist Library.

## Pavillons
Im Weisbord Pavilion gegenüber dem Eingang befindet sich eine kleine Rodin-Sammlung sowie Ausstellungen zeitgenössischer Künstler. Im Walter and Charlotte Floersheimer Pavilion für Kunst des Impressionismus werden Gemälde von Corot, Degas, Gauguin, Matisse, Monet oder Renoir ausgestellt.

## Archäologische Schätze
Neben den im „Schrein des Buches“ aufbewahrten Rollen vom Toten Meer und anderen Gegenständen, die der jüdischen Sekte der Essener zugeschrieben werden, kann im Museum eine Reihe anderer Kostbarkeiten bewundert werden: so zum Beispiel der Kupferhortfund von Nahal Mishmar, eine bronzene Panzerstatue des Hadrian aus Tel Shalem, das Bodenmosaik einer byzantinischen Kirche (600 n. Chr.), ein Siegel eines Freundes des Propheten Jeremia namens Baruch, oder das älteste erhaltene Segelschiffmodell der Welt (ca. 4000 Jahre alt).

## Modell Jerusalems zur Zeit des zweiten Tempels
Im Außenbereich befindet sich ein Modell von Jerusalem zur Zeit des zweiten Tempels. Ursprünglich war das Modell auf dem Gelände des Jerusalemer Holyland Hotels aufgebaut, seit 2006 befindet es sich auf dem Areal des Museums neben dem „Schrein des Buches“.

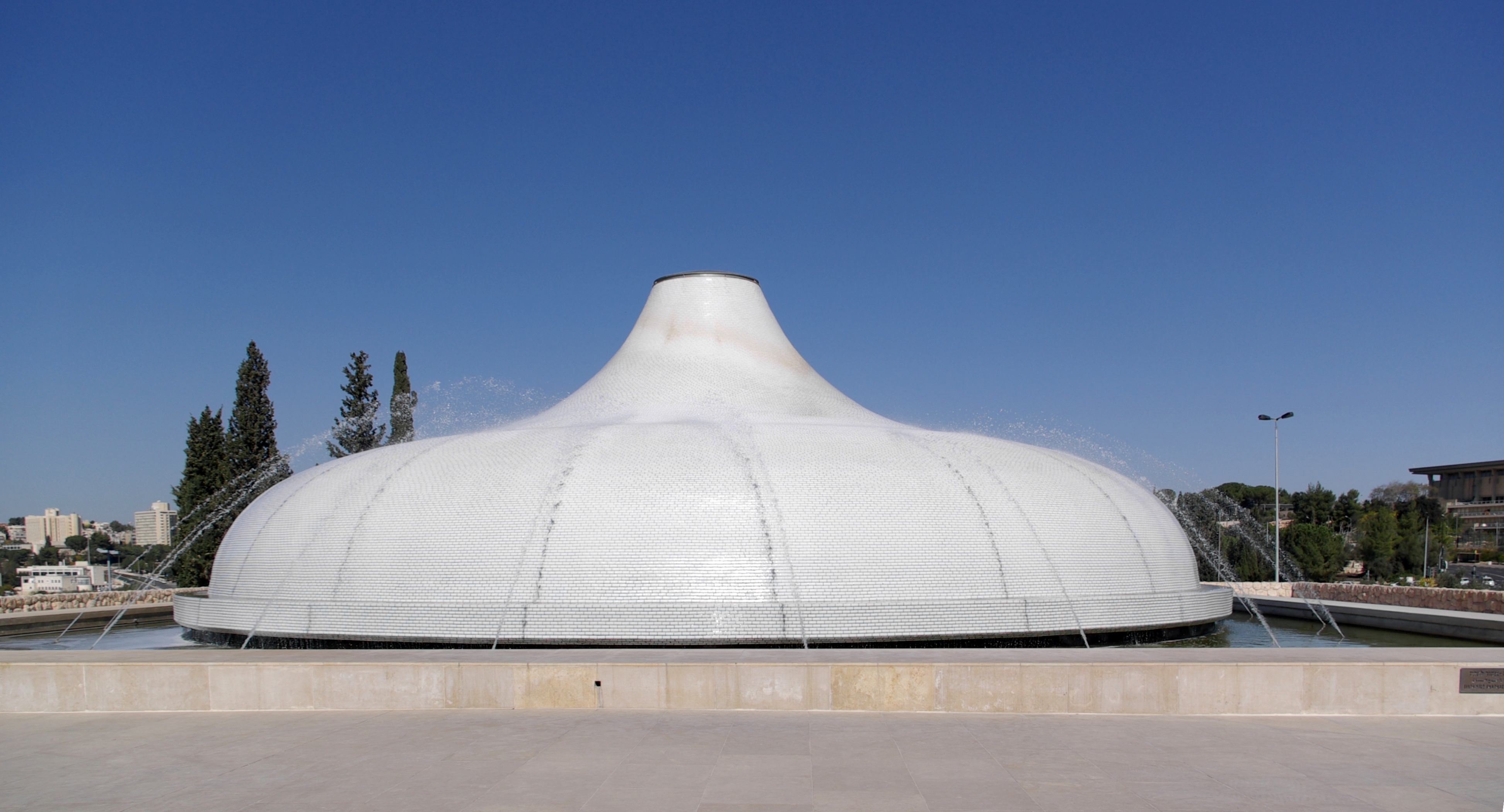
Der Schrein des Buches, ein Flügel des Museums
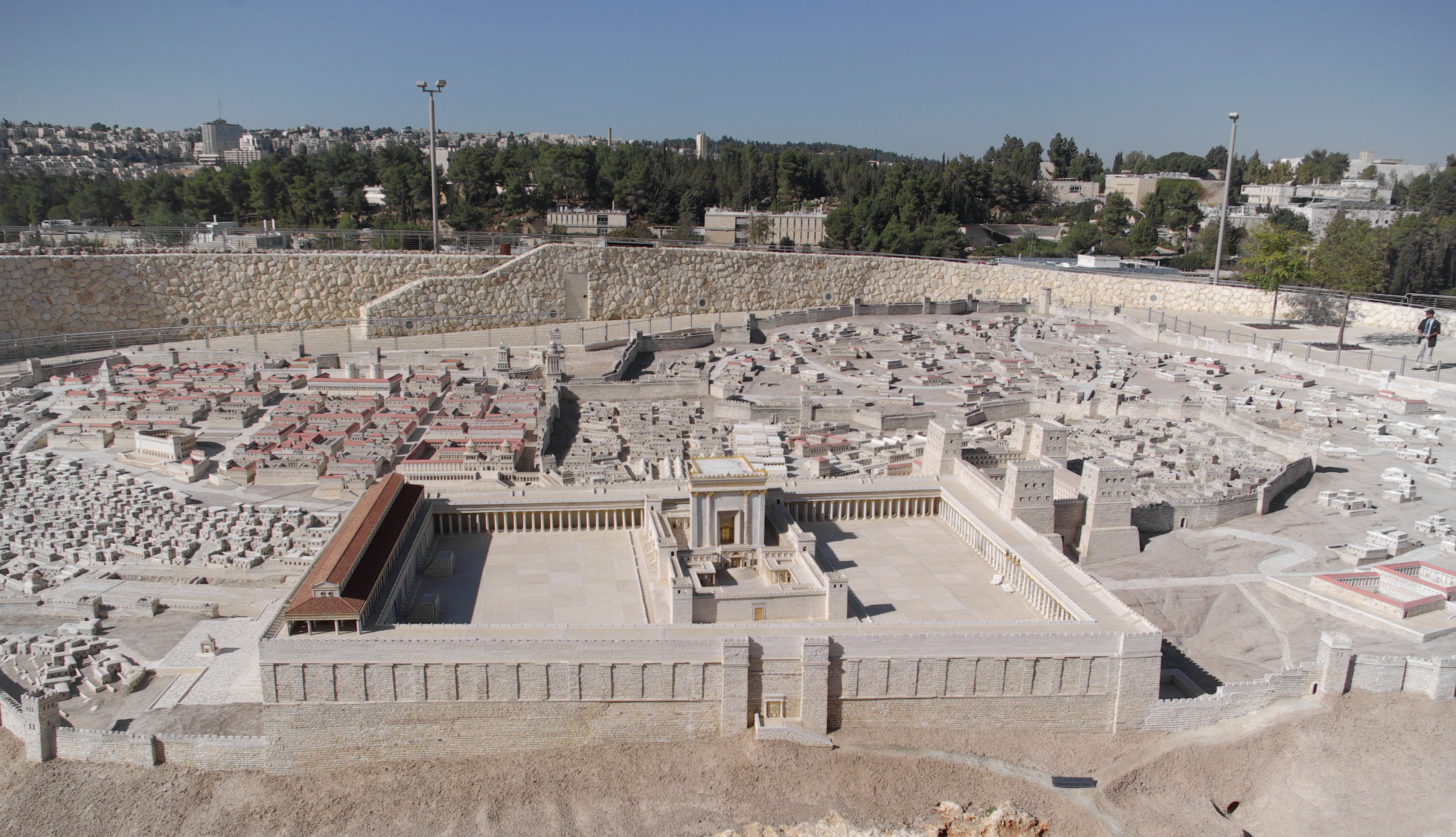
Modell des Zweiten Tempels
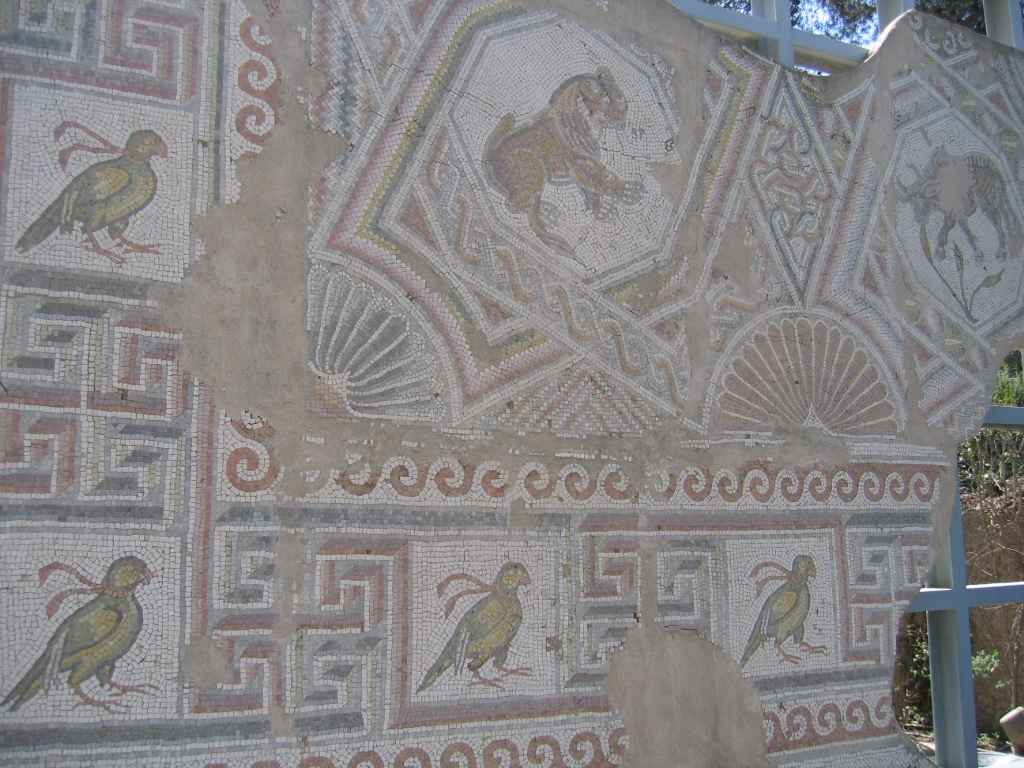
Bodenmosaik einer byzantinischen Kirche, seit 2006 im Museum ausgestellt
Das weltweit älteste erhaltene Modell eines Segelschiffs, ca. 4000 Jahre alt
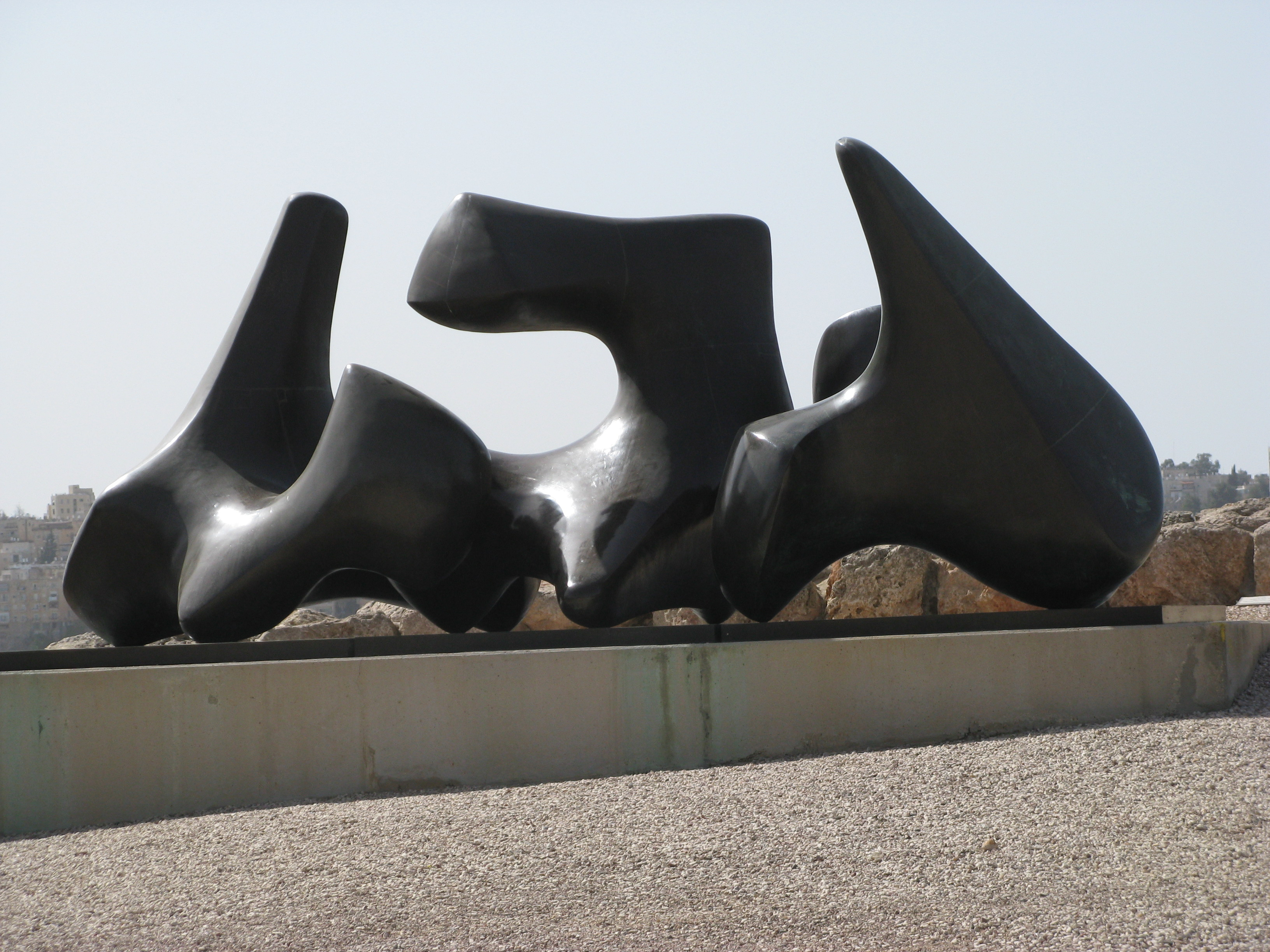
Drei Skulpturen von Henry Moore im Billy-Rose-Kunstgarten
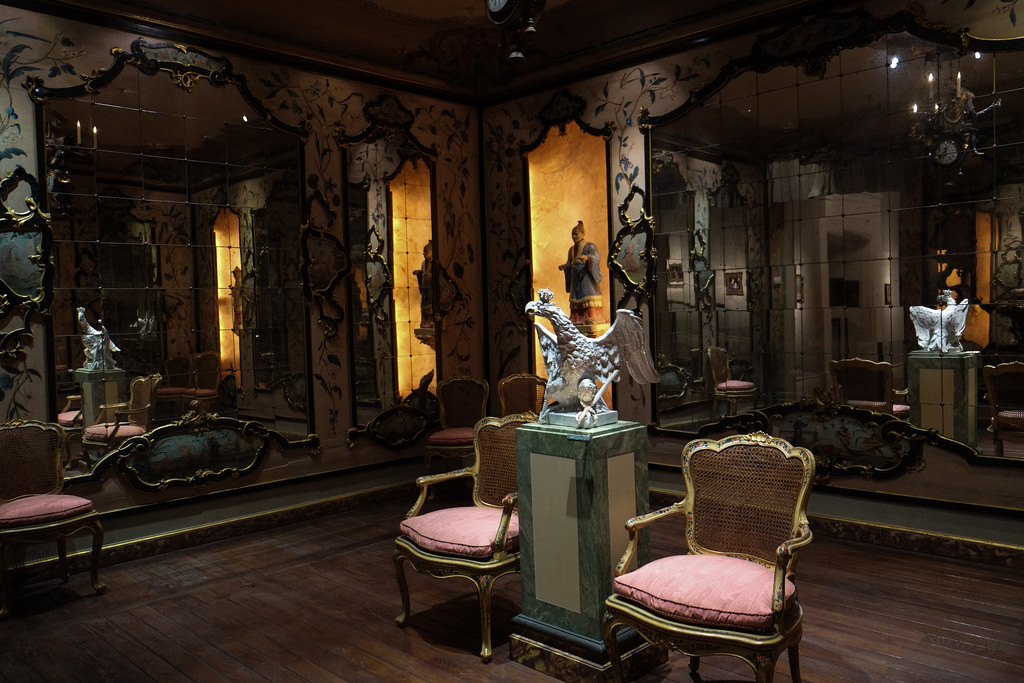
Das Zimmer des 18. Jahrhunderts